# Архітектура Урарту

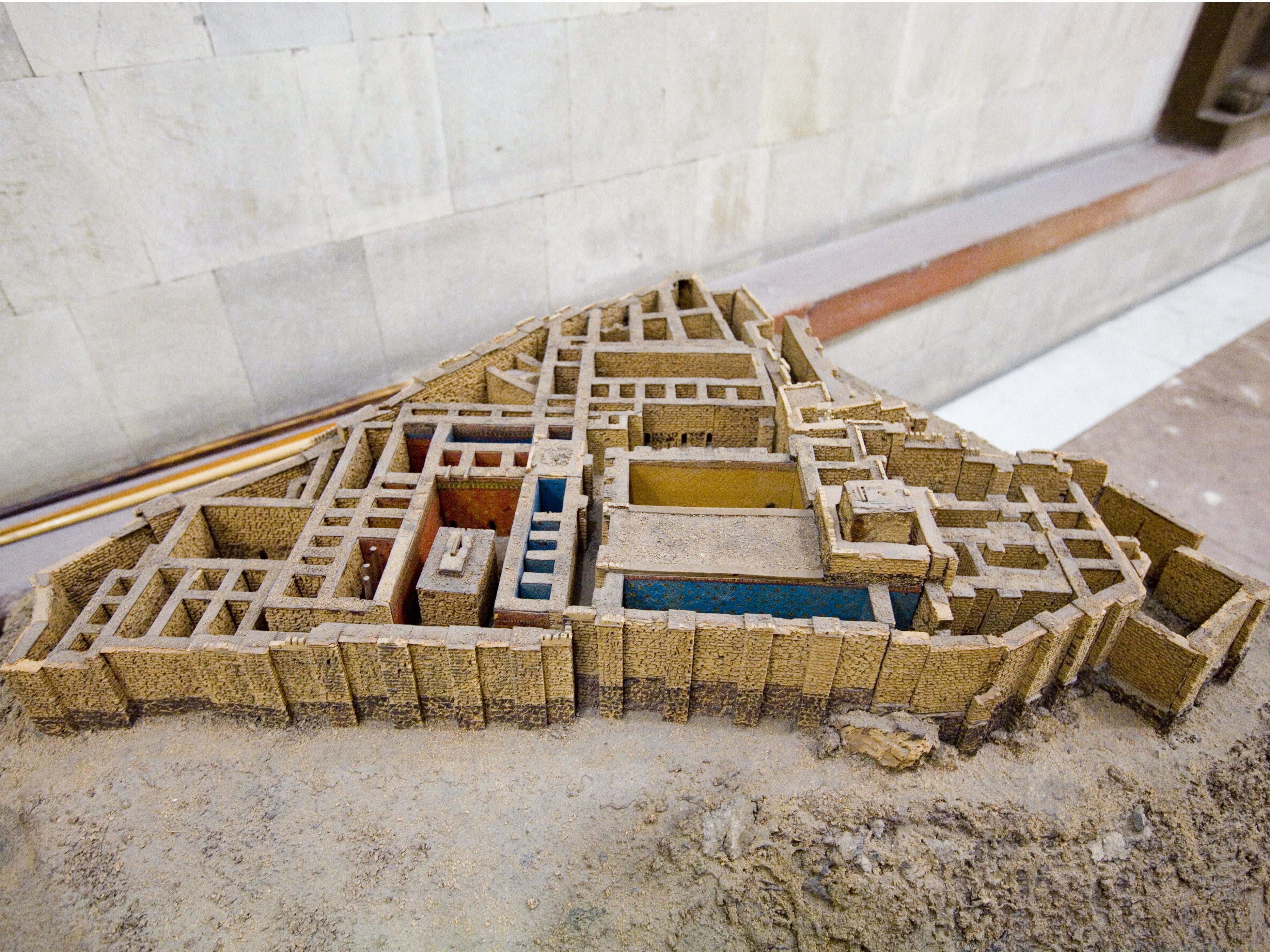
Макет фортеці Еребуні

Архітектура Урарту — комплекс будов, технологій та засобів їх зведення, що існували в царстві Урарту протягом його існування. Це світські і культові споруди, скельні і печерні споруди, іригаційні канали, тунелі, меморіальні пам'ятники. Поєднувала власні традиції, що формувалися з часів неоліту, та техніки архітектури хеттів, ассирійців та вавилонян. Архітектура Урарту була однією з передових свого часу й вплинуло на розвиток архітектури Ахеменідської імперії.

## Загальна характеристика
Характерною особливістю архітектури Урарту стала здатність поєднати месопотамський монументалізм з легкістю форм сиро-хеттської архітектури. Розвиток урартійської архітектури припав на IV–VI ст. до н. е.
Територія Урарту була багата на будівельний матеріал — каміння (туф, базальт), глину і ліс (сосна, тополя, дуб і бук). Виготовляли цеглу прямокутну та квадратну. Перша мала розмір 51,8x35x14,9 см, інша — 51,8x51,8x14,9 см. Цегла йшла на кладку сирою і висушеною на сонці. З останньої зазвичай створювалися прикраси для храмів та палаців.
Камінь застосовувався для кладки фундаментів, стін, цоколів, карнизів. Залежно від призначення споруди мав грубу або чисту теску. Чистий теска була досить високої якості і здійснювалася долотом і бучардою з наступним шліфуванням. Урартійські майстри не завжди при кладці стін дотримувалися правила застосування однорідного матеріалу; зазвичай базальтові і туфові камені були змішані між собою.
У процесі кладки стін суворо дотримувалися встановленої системи розстановки квадратної і прямокутної цегли, завдяки чому забезпечувалася перев'язка швів. Стіни оброблялися штукатуркою, вкривалися розписом або мармуровими плитами з рельєфними зображеннями. Застосовувалася також викладка стін з різнокольорових каменів, розташованих у шаховому порядку. Перекриття були пласкими по дерев'яним прогонам і склепінчастими, насамперед в печерних спорудах.
Широко застосовувалися пропорції, засновані на числовому співвідношенні 5:8, дуже близькому до співвідношення золотого перетину. Кожна частина цього співвідношення або її одиниця служила модулем, який, в залежності від прийнятих розмірів споруди, був кратний розміру ліктя (47,4; 51,8; 52,5 см).
При забудові враховувалися природні умови, насамперед рельєф місцевості (зазвичай гірської), наявність води, напрямок пануючих вітрів тощо.

## Міста
Мали правильну розбивку прямолінійних вулиць, що свідчить про їх заснування на основі заздалегідь вироблених схем. Це підтверджується фіксацією вузлових точок міського планування на місцевості великими базальтовими каменями.
Розміри території міст коливалися в межах 50–200 га. Міста складалися з центральної фортеці, осередку адміністративно-господарського управління, палацу, оточуючих житлових кварталі (тут мешкали сановників, жерці різних рангів, вояки), що утворювали спільно з фортецею єдиний комплекс. Бідніші жителі міста мешкали в передмісті, біля міських стін. На околиці розташовувалися цвинтарі.
Спочатку міста утворювалися навколо джерел прісної води. В подальшому великі міста формувалися поблизу або навколо особливо значних культових центрів. Міста зберігали арсенали зброї і в зв'язку з цим мали великі майстерні. Все це давало містам величезні економічні переваги, а в деяких випадках політичні права у зовнішніх зносинах.
У комплекс поселень входили також іригаційні споруди: зрошувальні канали, акведуки, тунелі, а також штучні водойми. так, вода до Тушпи доправлялася через 70-кілометровий канал-водопровід. Про велику потужність господарських центрів свідчать місткі склади — комори, в яких зберігалися сільськогосподарський крам.
Поряд з периметральними стінами були і внутрішні, які перетинали місто в різних напрямках. Ці стіни служили захистом не тільки від зовнішнього ворога, а й від підвладного міського населення. Така структура відбивала вплив містобудівних традицій хеттів і племінного об'єднання Хаяса-Ацці.
Великі міста (Тушпа, Тейшебаїні тощо) утворювали єдину оборонну систему.

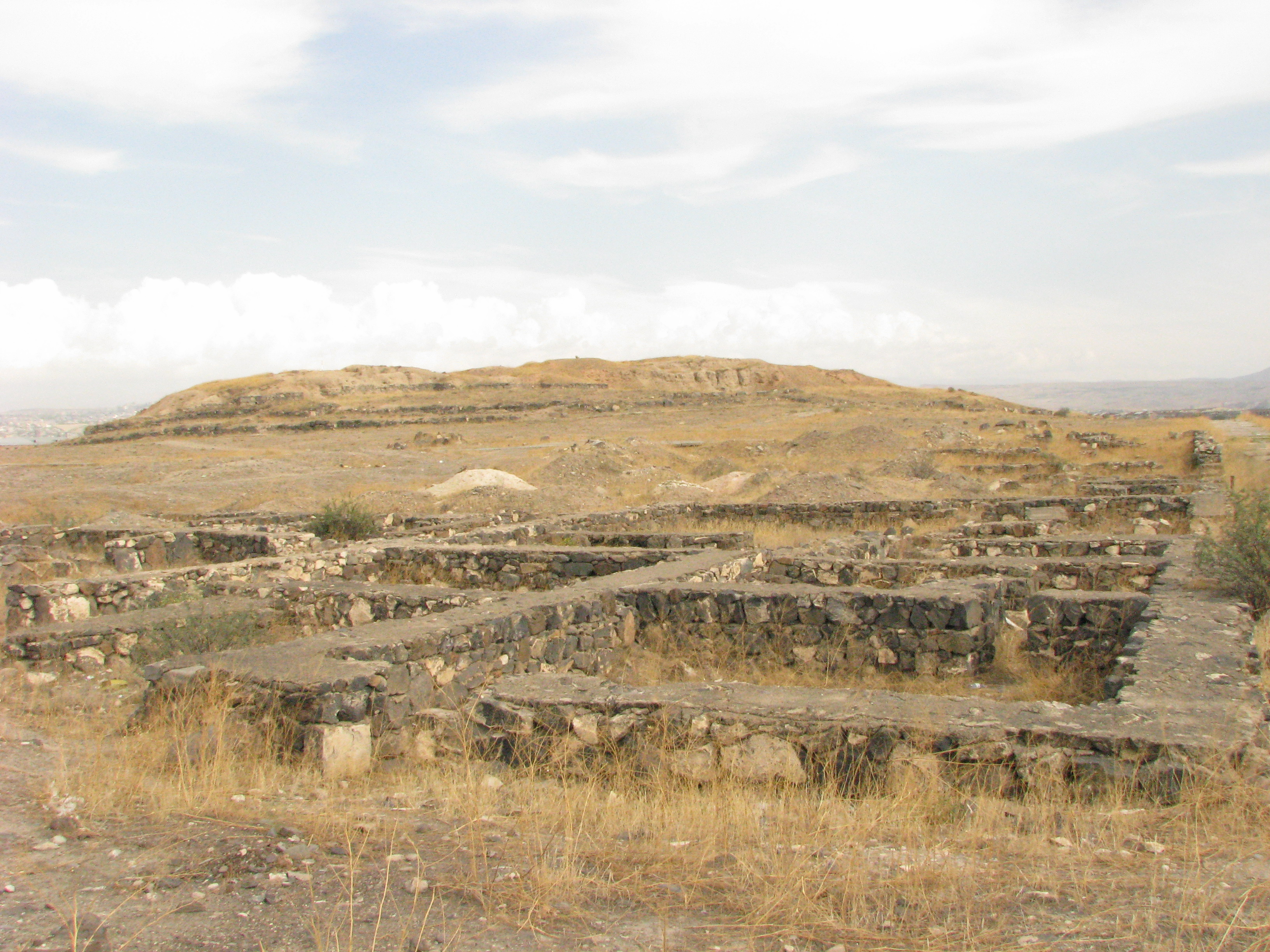
Залишки міста Тейшебаїні
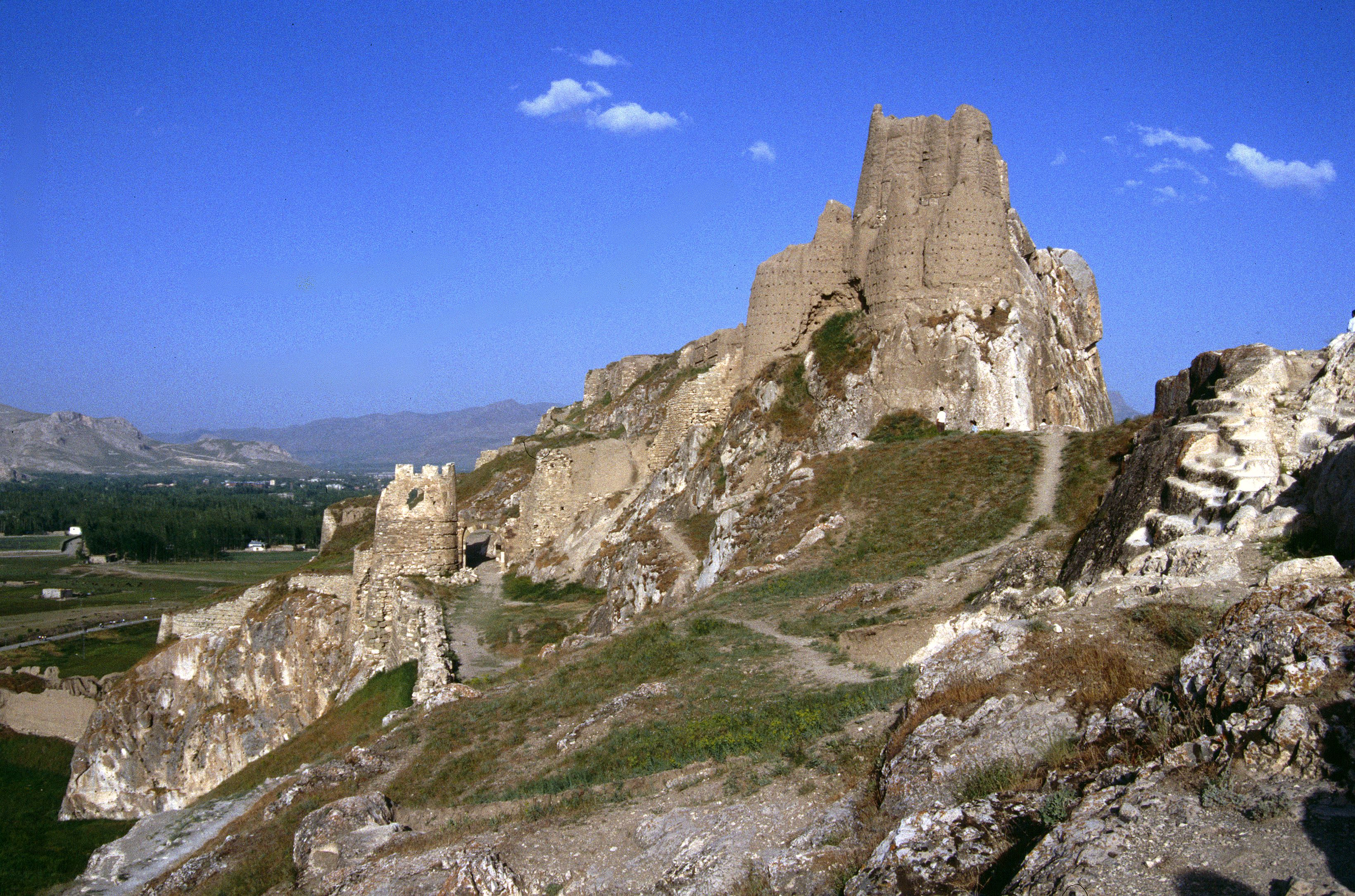
Руїни Тушпи

## Будови

### Палаци
В них мешкав правитель Урарту та його родина, найближчі родичі. Палац є характерним проявом особливостей архітектури Урарту, де попередні архітектурні традиції були вдосконалені. Палаци розташовувалися у всіх великих містах держави.
Значущим був палац царів Урарту, що розташовувався у Тушпі. За свідчення хроніста Мойсей Хоренського він був таємничим і страшним.
Відомим є палац царя Аргшті I в Еребуні, основу якого окрім житлових приміщень становили 2 великі зали, площа колонної була близько 550 м². Палац мав потужні стіни і масивні контрфорси. В середині палацу розташовувався перістільний двір розміром 17×19 м, куди виходили палацові приміщення і храм Сусі. Приміщення північній частині мали господарське призначення і групувалися навколо другого двору. Ця частина палацу суттєво відрізняється від попередньої своїм просторовою побудовою. Принцип чіткої організації урартських палацових приміщень довкола внутрішнього двору сходить до хеттських та ассирійських архітектурних традицій. В свою чергу палац царів Урарту став основою для перської архітектури, що відбилося у створені ападани в Пересполі.
У палацових приміщеннях Топрах-кале кам'яну підлогу складали з концентричних кіл чорного і білого кольору, розташованих у шаховому порядку.

### Фортеці та цитаделі
Важливою частиною міст була укріплена і добре оснащена фортеця, яка зазвичай займала вершину пагорба, часто була обнесена 2 або 3 рядами стін з вежами й оточена ровом. Зв'язок між фортецями підтримувався запаленим багаттям.
Цитаделлю був комплекс споруд, оперезаний потужної фортечною стіною, або одна будівля, що мала оборонні зовнішні стіни з вежами і контрфорсами. Зазвичай цитаделі слідували рельєфу місцевості і мали порізаний контур. Ступінчасті переходи стін дозволяли використовувати поділ об'єму споруджуваного будинку. Тут знайшло відображення будівельна традиція хеттів. Будинки цитаделей були одноповерховими і двоповерховими.
За своїм призначенням цитаделі поділялися на дві основні групи: господарську і військово-адміністративну. У цитаделях першої групи були великі сховища сільськогосподарських продуктів і майстерні з обробки металу. Цитаделі другої групи являли собою потужні укріплення, які були пристосовані до тривалої оборони.
Цитадель урартського міста Еребуні (околиця сучасного Єревану), заснована в 782 році до н. е. е., царем Аргішті I, належить до першого типу цитаделей. Вона розташована на пагорбі заввишки 65 м і панує над територією, що тягнеться в бік Араратської рівнини. Цитадель височіла над містом Еребуні як самостійний архітектурний комплекс, замкнутий потужними фортечними стінами, ритмічно поділений на усій відстані контрфорсами, які виступають на метр від стіни. Тут розміщувалися будівлі світського і культового призначення з найбільшими приміщеннями. Північно-східна і південна частини були призначені для господарських потреб. В середині цитаделі розташовувалася прямокутна площа, оточена монументальними будівлями — палацом царя і храмом бога Халді.

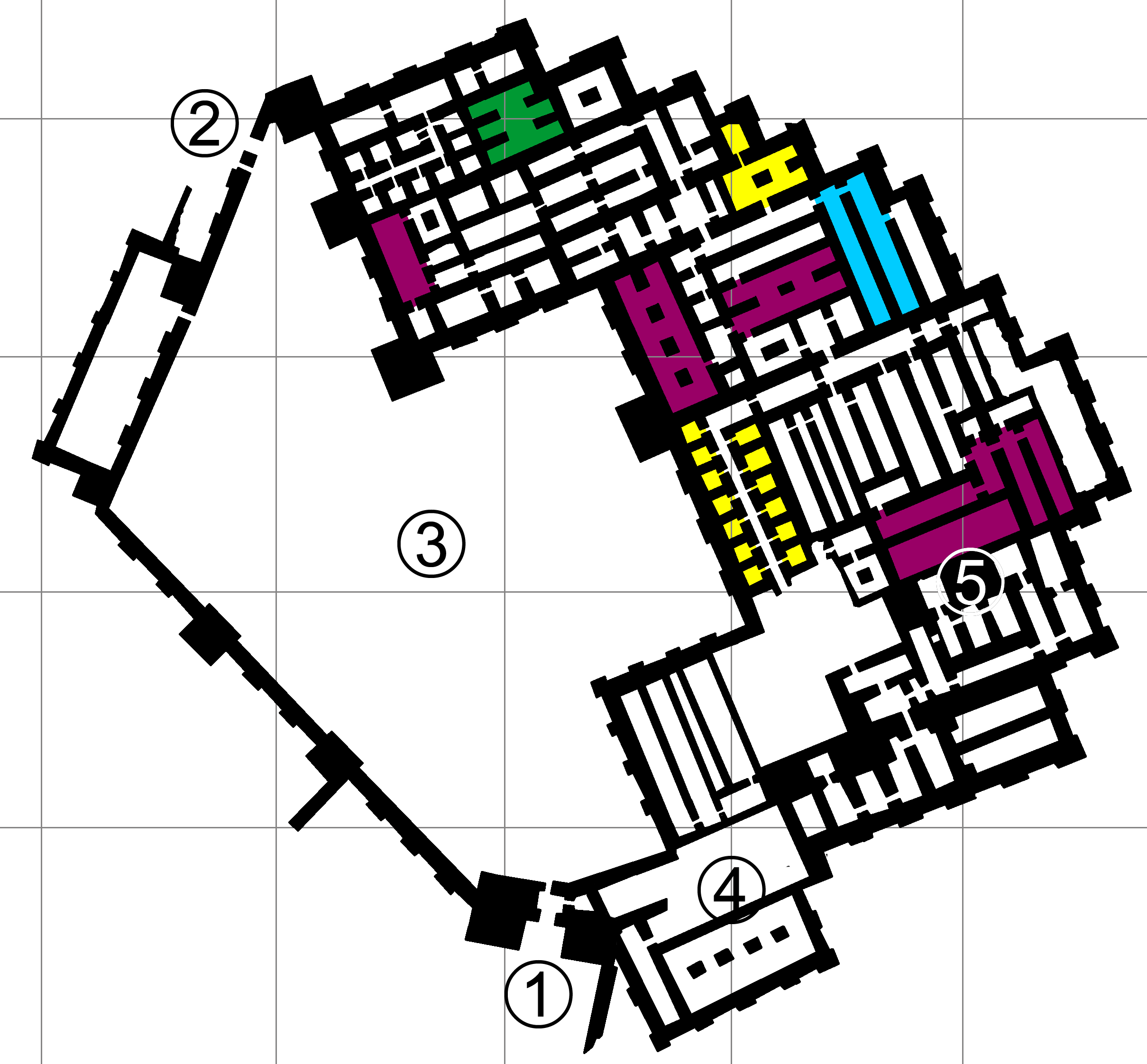
План цитаделі в Тейшебаїні

Прикладом військового спрямування цитаделі є цитадель в Тейшебаїні, де мешкав намісник провінції. Відповідна до археологічних розвидок ця цитадель була монументальна й доволі неприступна. Охоплювала весь пагорб, що підносився над містом, мала П-подібною формою плану, обернене своїми крилами до міста. Утворений між крилами курдонер мав величезні розміри. Являла єдине спорудження, середня частина якого була двоповерховою. Перший поверх був відведений під виробничі та складські приміщення. На другому — знаходилися парадні кімнати, храм, а також тераси, що служили для господарських потреб й місцем відпочинку. Покрівля другого поверху, з якої добре проглядалася навколишня місцевість, служила спостережним пунктом. Підлога в цитаделі була зроблена зі саманової цегли, яка мала двошарове глиняне змащення.

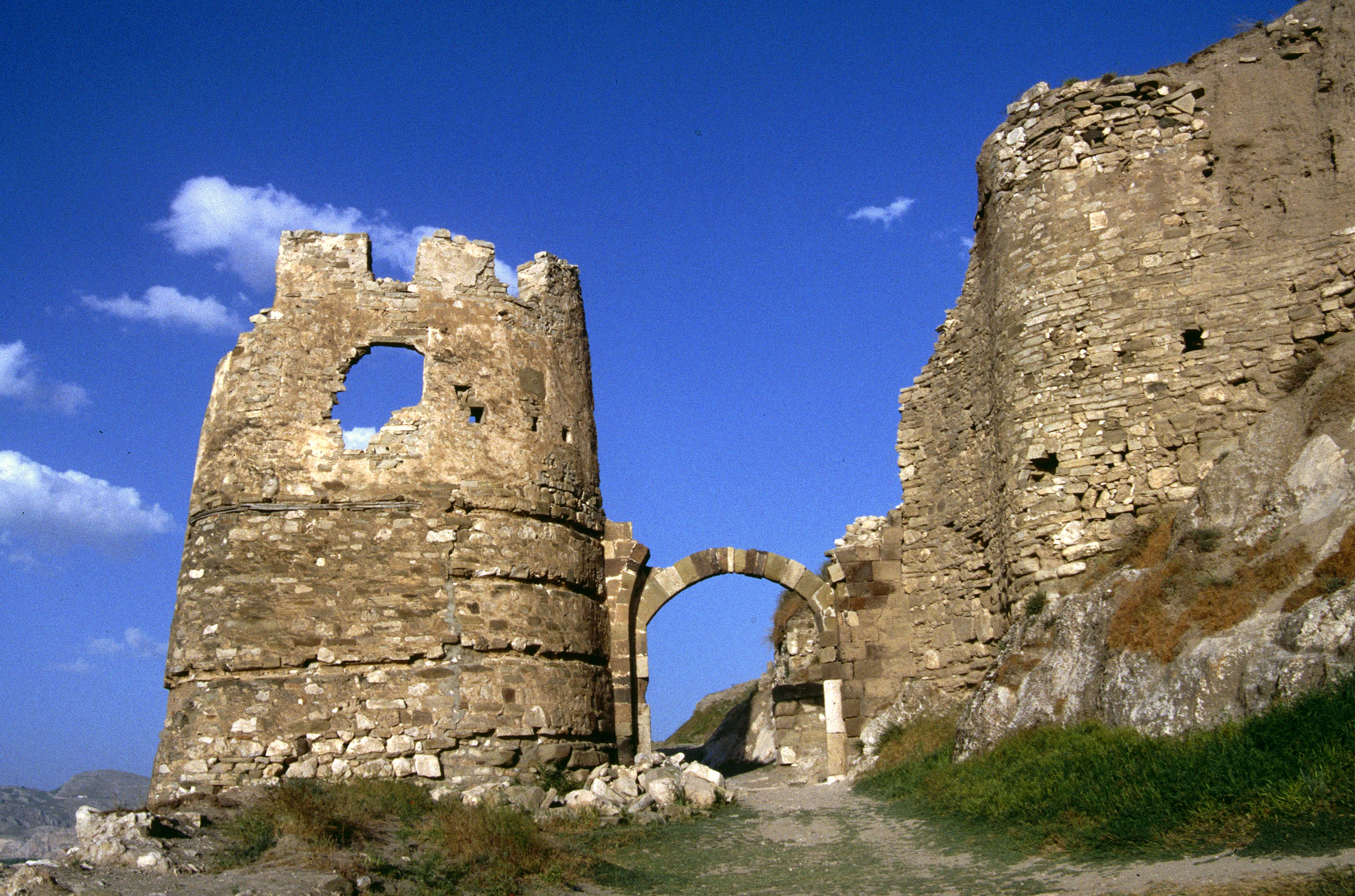
Руїни цитаделі в Тушпі

Столиця держави Тушпа мала потужну, неприступну цитадель, що була розташована на великій прибережної території озера Ван. Тушпу також захищала система фортець, споруджених на ближніх і дальніх підступах, з яких найбільш значними були фортеці Хайкаберд, Хурнум, Верхній і Нижній Анзаф і Аралеск.
Сусідні та наступні держави в значній використовували досягнення урартів в спорудженні фортець й цитаделей, які отримали назву «стиль Урарту» та «урартійська фортеця».

### Храми
В Урарту існували різні типи культових споруд. Храми мали прямокутні, в поперечному або в поздовжньому розвитку, і квадратні плани.

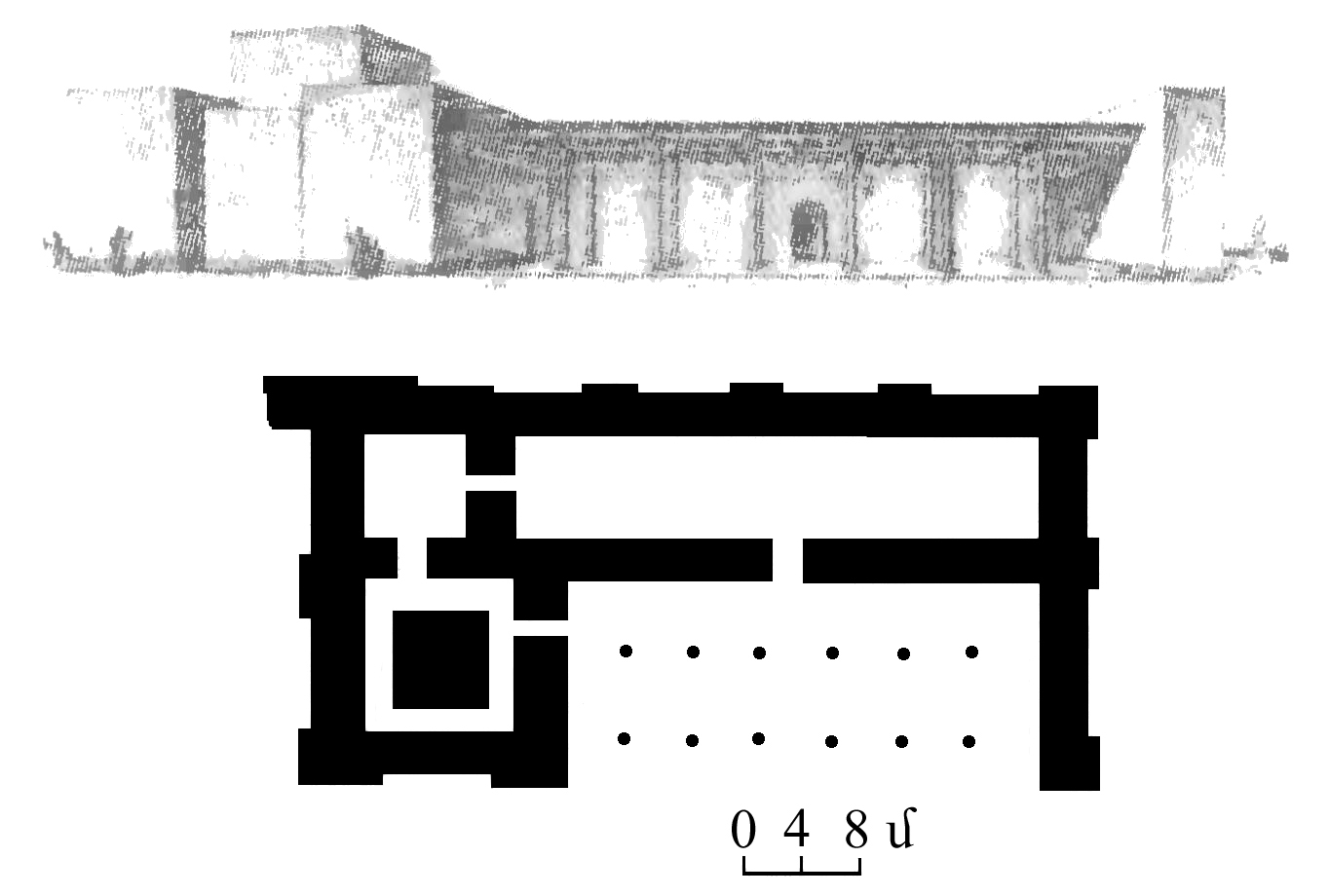
Храм Халді в Еребуні

Прикладом першого є храм бога Халді на Аринберді (Еребуні), що складався з великої зали розміром 8×37 м, одного суміжного з ним підсобного приміщення і приміщення з сходами, які вели до храмової башти. Перед залою виявлено 12-колонний портик, що надавав фасаду вертикальну спрямованість і легкість. Храмова вежа нагадує зикурат, що споруджено відповідно до месопотамської традиції. Інтер'єр храму і його портика мали багате оздоблення. Стіни були прикрашені багатоколірними розписами, що включали зображення богів, геометричний і рослинний орнамент. В цьому храмі настил підлоги був зроблений з дрібних шматків дерев'яних дощечок, що нагадують сучасний паркет.
До другого типу відноситься Ташбурунський храм, який мав апсиду, яка була продовженням поздовжних стін. також при його зведенні було застосована інше нововведення — членування внутрішнього простору на 3 нефи 2 рядками дерев'яних колон.
Третій тип — храм, квадратний в плані (Алтин-Тепе, Азнавур-Тепе, Топрах-кале) —, виділяється серед культових будівель інших держав та цивілізацій Стародавнього Сходу. Він нагадує споруди, що були поширені в Урарту, про що свідчить кістяна модель вежі з Тейшебаїни, рельєф вежі на бронзовій платівці з Топрах-кале і на дні чаші з Тейшебаїни.
Перший та другий етап урартських храмів відбилися в давньоперській архітектурі в місті Пасаргади, прикладом чого є так звана башта «Зіндан-і Сулейман», а також «Кааба Зороастра» в Накш-і-Рустамі.

#### Скельні та печерні споруди
Це печери, «двері богів», стели, сходи, а також іригаційні канали з тунелями та іншими інженерними спорудами. Вони настільки шанувалися в будівельній практиці Урарту, що навіть мали свого бога Аіріані.

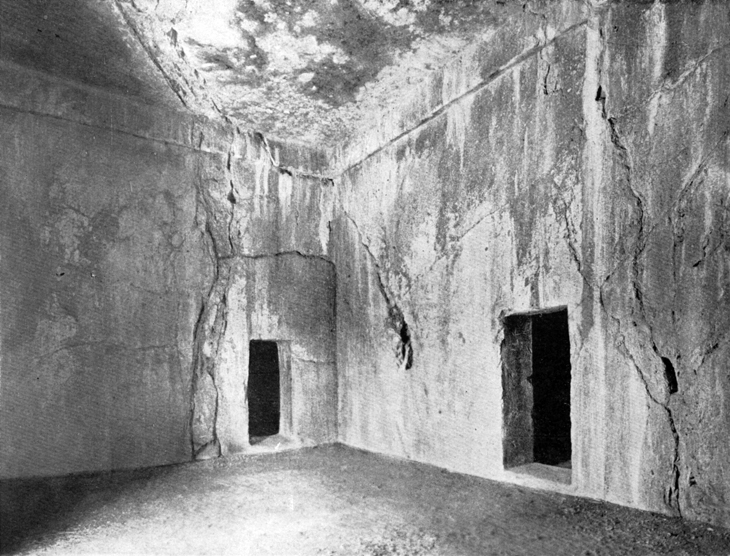
Скельний храм. Тушпа

Найбільш примітна частина печерних споруд зосереджена в районі Ванської цитаделі. Вони викарбувані в скелях на різних рівнях, до них ведуть стежки, в багатьох місцях переходять у великі сходи.
При кладом печерних споруд є так звана Велика печера, до головного прямокутному приміщенню якої примикають з півночі, заходу і сходу кімнати . Внутрішні стіни ретельно оброблені. У стінах — ніші типу вікон і поглиблення, які, на думку дослідників, заповнювалися декоративними вставками. Печера облаштована на видному місці Ванської скелі. Спереду вибито досить великий майданчик і сходи перед дверима. Від майданчика перед печерою беруть початок сходи у 25 ступенів завширшки 2 м. На думку вчених, ця печера, як і сусідні печери Ічка і Нафткую, були культовими спорудами.
Культовою є також печера, що знаходиться на Топрах-кале у Вана на глибині близько 10 м від поверхні скелі. В печеру веде коридор завширшки 2 м і заввишки 3 м зі сходами у 56 ступенів. Приміщення освітлюється крізь тріщини скелі. Пол має поглиблення, що служило басейном.
Серед скельних споруд, що мають чисто культове призначення, становлять інтерес «двері богів». Це ступінчасті, що йдуть в товщу скелі пласкі наличники, що облямовують висічений на камені напис. До такого типу споруд відносяться «двері Мгер» поблизу Вана на схилі пагорба Топрах-кале, «двері Аршрута» в селі Салхане, «двері в Бостанкаї». Деякі «двері богів» мали перед собою жертовники.

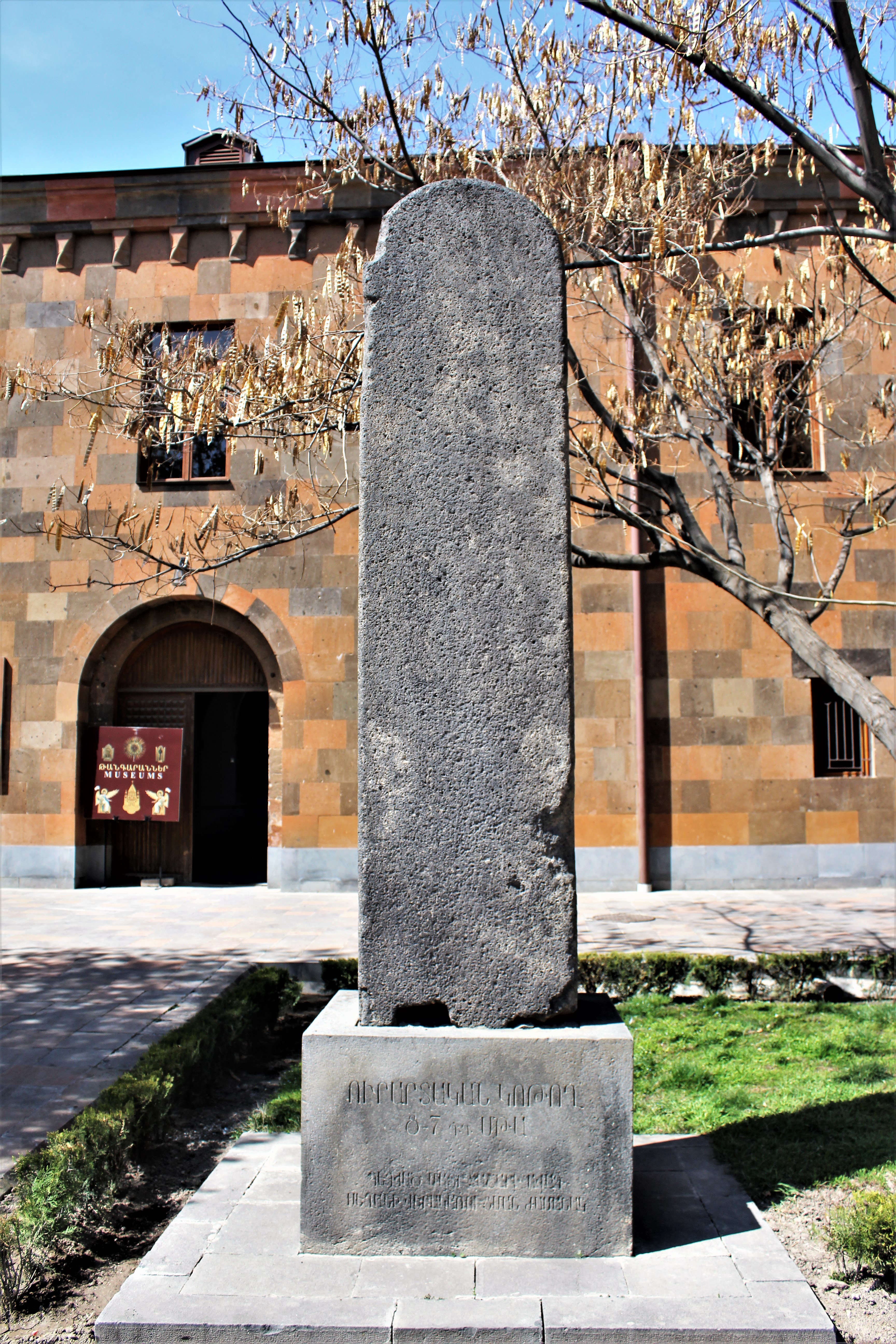
Стела. Ечміадзін

Культове призначення мали також й стели, споруджені в багатьох місцях поблизу вівтарів. Такі стели виявлені в Ечміадзині та на Алтин-Тепе. На одній з печаток в Топрах-кале видно зображення поклоніння групі стел і священному дереву.

#### Гробниці
Розташовувалися поблизу населених місць. Планові рішення гробниць різні. Вони були однокамерними і трикамерні. Більшість, як це виявлено в Алтин-Тепе, гробниці були підземними. Зазвичай їх було побудовано з великих блоків.
Гробниці мали стелі у вигляді потужних псевдосклепінь або плит. Вхід був закритий двома вертикальними плитами, поставленими на відстані 0,5 м один від одного. Друга плита входу в саму гробницю влаштовувалася в вигляді касети і входила в спеціальні пази в стінках проходу.

### Житло
Основними типами урартського житла є: житлові будинки з господарським двором, житлові будинки з центральним колонним приміщенням і житлові будинки на кшталт мегарона.
Житловий будинок з господарським двором містив 2-3 приміщення і двір з навісом на дерев'яних стовпах. Навіс використовувався для господарських потреб і, зокрема, для розміщення малої рогатої худоби. Двір був центром господарського життя житлового будинку. Під навісом в кутку стояли судини з обпаленої глини для води ємністю до 150 л. Осередок в центрі двору був облямований квадратним камінням. Вогнища були також в житлових приміщеннях будинку, невеликі отвори в стелі служили для освітлення і витяжки диму від вогнища. Загальна площа будинку становила близько 100 м², з яких половину займав двір. Пласке перекриття в багатьох приміщеннях підтримувалося дерев'яними стовпами, що стояли на кам'яних базах.
Житловий будинок з центральним колонним приміщенням являв будинок з центральною залою. Загальна площа становила близько 550 м². Перекриття головної зали підтримувалося 4 стовпами, між якими знаходився центральний світловий отвір. Вчені висловлюють думку, що кімнати опалювалися переносними вогнищами, які представляли гладеньку базальтову плиту або глиняну жаровню.
Житло-«мегарон» складалося зі своєрідного портику з антами, що знаходився за поздовжньою віссю будинку. За ним — зала з вогнищем, перекриття якої спиралося на 2 дерев'яних стовпа. У північній частині розташовувалися господарські приміщення будинку. План будинку має багато спільного з планом мегарону з Тиринфу.